# Rudolf Mössbauer
Rudolf Ludwig Mössbauer, född 31 januari 1929 i München, Bayern, död 14 september 2011 i Grünwald, Bayern, var en tysk fysiker. 

## Biografi
Mössbauer studerade fysik vid Tekniska universitetet i München. Han förberedde sin diplomavhandling i laboratoriet för tillämpad fysik för Heinz Maier-Leibnitz och tog examen 1955. Han fortsatte sedan till Max Planck-institutet i Heidelberg för medicinsk forskning. Då detta institut, som inte är en del av ett universitet, emellertid inte hade rätt att utfärda en doktorsexamen, stannade Mössbauer under ledning av Maier-Leibnitz, som var hans officiella handledare när han disputerade för sin doktorsexamen i München 1958.
Mössbauer var professor vid California Institute of Technology mellan 1961 och 1964 och vid den tekniska högskolan i München från 1964. Han tilldelades Nobelpriset i fysik 1961 för sin upptäckt av Mössbauer-effekten 1957. Priset delade han med Robert Hofstadter, som fick det för andra upptäckter.